# Kenai River Brown Bears
Kenai River Brown Bears är ett amerikanskt juniorishockeylag som spelar i North American Hockey League (NAHL) sedan 2007. De spelar sina hemmamatcher i inomhusarenan Soldotna Sports Center, som har en publikkapacitet på 2 000 åskådare vid ishockeyarrangemang, i Soldotna i Alaska. Den 28 februari 2017 meddelade laget att man skulle upphöra med verksamheten efter säsongen 2016–2017 på grund av finansiella svårigheter men i mitten av april meddelades det att laget skulle fortsätta spela efter att allmänheten och bland annat flygbolaget Alaska Airlines, konkurrenten Fairbanks Ice Dogs och stiftelsen för den före detta ishockeyspelaren Scott Gomez hade samlat in de $300 000 som behövdes för att få laget på fötter igen. Brown Bears har fortfarande inte vunnit någon Robertson Cup, som delas ut till det lag som vinner NAHL:s slutspel.
De har fostrat spelare som Andrej Šustr.